# Hexaboran(12)
Hexaborane(12) là một hợp chất vô cơ có công thức hóa học là B6H12. Nó là hợp chất của bor với hydro ít được biết đến. Nó là một chất khí không màu, giống như hầu hết các hợp chất của bor với hydro, dễ bị thủy phân và rất dễ cháy.

## Cấu trúc
Cấu trúc phân tử gồm hai nguyên tử bor đối xứng nhau ở giữa phân tử, liên kết với bốn nguyên tử bor khác tạo thành hình mạng nhện.

## Chuẩn bị
Nó được điều chế từ các hợp chất chứa anion B5H8-:
LiB5H8 + 1/2B2H6 → LiB6H11
LiB6H11 + HCl → B6H12 + LiCl